# Мерефянский завод железобетонных конструкций
Мерефянский завод железобетонных конструкций (укр. Мереф'янський завод залізобетонних конструкцій) — промышленное предприятие в городе Мерефа Харьковской области.

## История
История предприятия началась в 1956 году, когда в Мерефе были построены мастерские «Сельэнерго», на базе которых в соответствии с  шестым пятилетним планом развития народного хозяйства СССР в 1960 - 1961 гг. был создан завод железобетонных изделий. В дальнейшем, предприятие было расширено, производственные процессы были механизированы (была установлена механизированная поточная линия по изготовлению опор ЛЭП).
В 1957 - 1964 гг. объёмы производства увеличились в десять раз.
В первой половине 1960х годов основной продукцией предприятия являлись стойки и опоры ЛЭП для строительно-монтажных организаций Главэнергосельстроя УССР, в 1965 году завод произвёл железобетонных изделий на сумму 1,956 млн. рублей.
В целом, в советское время завод входил в число ведущих предприятий города.
После провозглашения независимости Украины государственное предприятие было преобразовано в открытое акционерное общество.